# سافاليا
سافاليا (Σαβάλια) هي مدينة في إليا في مقاطعة كينتريكي إلادا في اليونان.